# Jean d’Albon de Saint-André

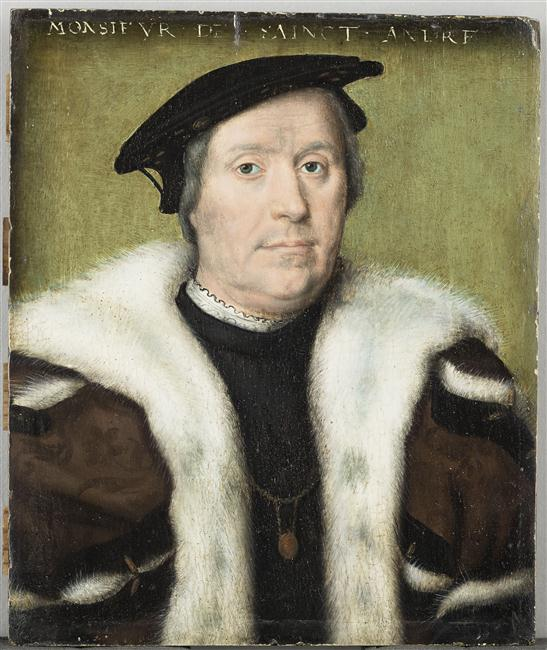
Porträt von Jean d’Albon de Saint-André, Werkstatt von Corneille de Lyon, Musée du Louvre

Jean d’Albon de Saint-André (* 1472; † 28. Dezember 1549 in Lyon) war ein Vertrauter des französischen Königs Franz I. und dessen Gouverneur von Lyon.

## Leben
Jean d’Albon war der Sohn von Guichard d’Albon († 1502), Seigneur de Saint-André, d’Oulches, etc., und Anne de Saint-Nectaire. Er gehörte der Familie Albon aus Lyon an, die mit der Familie der Grafen von Albon nicht verwandt ist. Nachdem er anfangs einer kirchlichen Laufbahn zuneigte, entschied er sich für den Dienst im Militär. Er kämpfte in französischen Diensten in Italien (1502 mit Louis II. de La Trémoille), Spanien (1521 mit Guillaume Gouffier de Bonnivet bei der Belagerung von Fontarabie) und der Picardie (1523 bei der Verteidigung von Saint-Quentin gegen die Engländer).
Er wandte sich der Verwaltung zu, als Charles III. de Bourbon-Montpensier ihn 1502 zum Gouverneur des Roannais ernannte. Er wurde Kammerherr von Anne de Beaujeu, später von Ludwig XII., der ihm die Ehe mit Charlotte de la Roche ermöglichte, einer reichen Erbin, die die Burg Tournoël in der Auvergne in die Ehe einbrachte. Anschließend wurde er zum Bailli des Beaujolais und Seneschall von Mâcon befördert.
Franz I. ernannte ihn zum Lieutenant in Guyenne, 1523 zum Gouverneur von Saint-Quentin und zum Gentilhomme de Sa Chambre. Nach dem Verrat Bourbon-Montpensiers vermied er es, sich selbst zu kompromittieren, so dass die Regentin Luise von Savoyen ihn in seinen Ämtern bestätigen konnte.
1530 wurde er Ritter im Michaelsorden. Im März des Jahres gehörte er der Gesandtschaft des Marschalls Anne de Montmorency nach Spanien an, mit der die beiden Söhne Franz‘ I., die seit 1526 in Geiselhaft waren, gegen ein Lösegeld zurückgeholt wurden. Zur Belohnung ernannte der König ihn zum Gouverneur von Henri de Valois, den er gemeinsam mit seinem eigenen Sohn Jacques erzog, was eine enge Freundschaft zur Folge hatte, auf die sich der spätere Reichtum der Familie Albon gründete.
1537 gehörte er zu den Gesandten, die einen Friedensvertrag mit dem Kaiser, der Thérouanne verwüstet hatte, aushandeln sollten. Er wurde zum Seneschall und 1539 zum Gouverneur von Lyon ernannt. Als Henri de Valois 1547 den Thron bestieg, war er bis zu seinem Tod 1549 einer von dessen Favoriten.

## Famille
Jean d’Albon heiratete 1509 Charlotte de La Roche, Dame de Tournoël, Tochter von Jean de La Roche, Seigneur de Tournoël, Volvic und Cébazat, und Françoise Dubois. Ihre bekannten Kinder sind:
- Jacques (* um 1505, † 1562), Gouverneur von Lyon und Marschall von Frankreich; ⚭ 1544 Marguerite de Lustrac (* 1527; † 1597), Marquise de Fronsac, Tochter von Antoine II. de Lustrac und Françoise Hélie de Pompadour; sie heiratete in zweiter Ehe 1568 Geoffroy de Caumont, Seigneur de Caumont et de Samazan (ihre Tochter aus dieser Ehe ist Anne de Caumont (* 1574; † 1642), Marquise de Fronsac, die Ehefrau von François d’Orléans-Longueville, duc de Fronsac)
- Marguerite (* 1511; † 1577); ⚭ 1519 Artaud de Saint-Germain d’Apchon, Baron d’Apchon († 1557), Gentilhomme ordinaire de la chambre du Roi